# 4203 Брукато
4203 Брукато (4203 Brucato) — астероїд головного поясу, відкритий 26 березня 1985 року.
Тіссеранів параметр щодо Юпітера — 3,229.